# Ankararegeringen
Ankararegeringen (tyrkisk: Ankara Hükûmeti, officielt Den store nationalforsamlings regering tyrkisk: Büyük Millet Meclisi Hükûmeti var navnet på den provisoriske og revolutionære tyrkiske regering med hovedsæde i Ankara (dengang kaldet Angora) under den Tyrkiske uafhængighedskrig (1919–1923) under Osmannerrigets sidste par år. Ankararegeringen bestod af medlemmer af Den tyrkiske nationalbevægelse der var i opposition til regeringen i Konstantinopel under ledelse af den osmanniske sultan.
Under uafhængighedskrigen havde Ankararegeringen kommandoen over en hær, kaldet Kuva-yi Milliye ("Nationalstyrkerne"). Efter uafhængighedskrigen og sejren over den monarkistiske regering i Konstantinopel erklærede Ankararegeringen Det Osmanniske Riges for opløst og udråbte i stedet i 1923 Den Tyrkiske Republik.

## Baggrund
Efter Det Osmanniske Riges nederlag i 1. verdenskrig med de øvrige Centralmageter besatte De Allierede Konstantinopel (Istanbul). Den osmanniske regering i Konstantinopel fortsatte efter besættelsen under ledelse af den osmanniske sultan, Mehmed 6.. Ankararegeringen blev grundlagt for at repræsentere Tyrkiet, da hjemstedet landets hovedstad Konstantinopel var besat. Ved etableringen af Den Store Nationalforsamling den 23. april 1920 afviste forsamlingen ikke i første omgang det osmanniske sultanets legitimitet, men kaldte sine ministre "Vekil" (fungerende) i stedet for det ellers benyttede "Nazır" for at understrege den nye regerings provisoriske karakter.
Præsidenten for Den Store Nationalforsamling (efter den 8. februar 1921 Tyrkiets Store Nationalforsamling), og senere leder af Tyrkiet, var Kemal Atatürk. Da Det Osmanniske Rige den 11. oktober 1922 underskrev våbenhvilen i Mudanya (der afløste den tidligere våbenhvile i Mundros af 30. oktober 1918) beskyldte Ankararegeringen sultanens regering i Konstantinopel for af have samarbejdet med de Allierede under besættelsen af Konstantinopel og afviste Konstantinopel-regeringens legitimitet.
Konstantinopel-regeringen forsøgte forgæves at nedkæmpe Ankararegeringen militært. I 1921 optrådte diplomatiske delegationer fra både sultanens Konstantinopel-regeringen og fra Atatürks Ankararegering på Londonkonferencen. På konferencen erklærede den osmanniske diplomatiske delegation imidlertid, at den anerkendte Ankararegeringens legitimitet og at Ankararegeringen kunne forhandle på Osmannerrigets vegne. Ved Lausanne-traktaten af den 24. juli 1923 blev der indgået en endelig fredsaftale mellem Osmannerriget og de Allierede, hvorved Ankararegeringen blev internationalt anerkendt. Den 29. oktober 1923 erklærede Ankararegeringen og den øverste forsamling Osmannerriget for værende opløst og Republikken Tyrkiet blev udråbt.